# Étoile rouge (symbole)

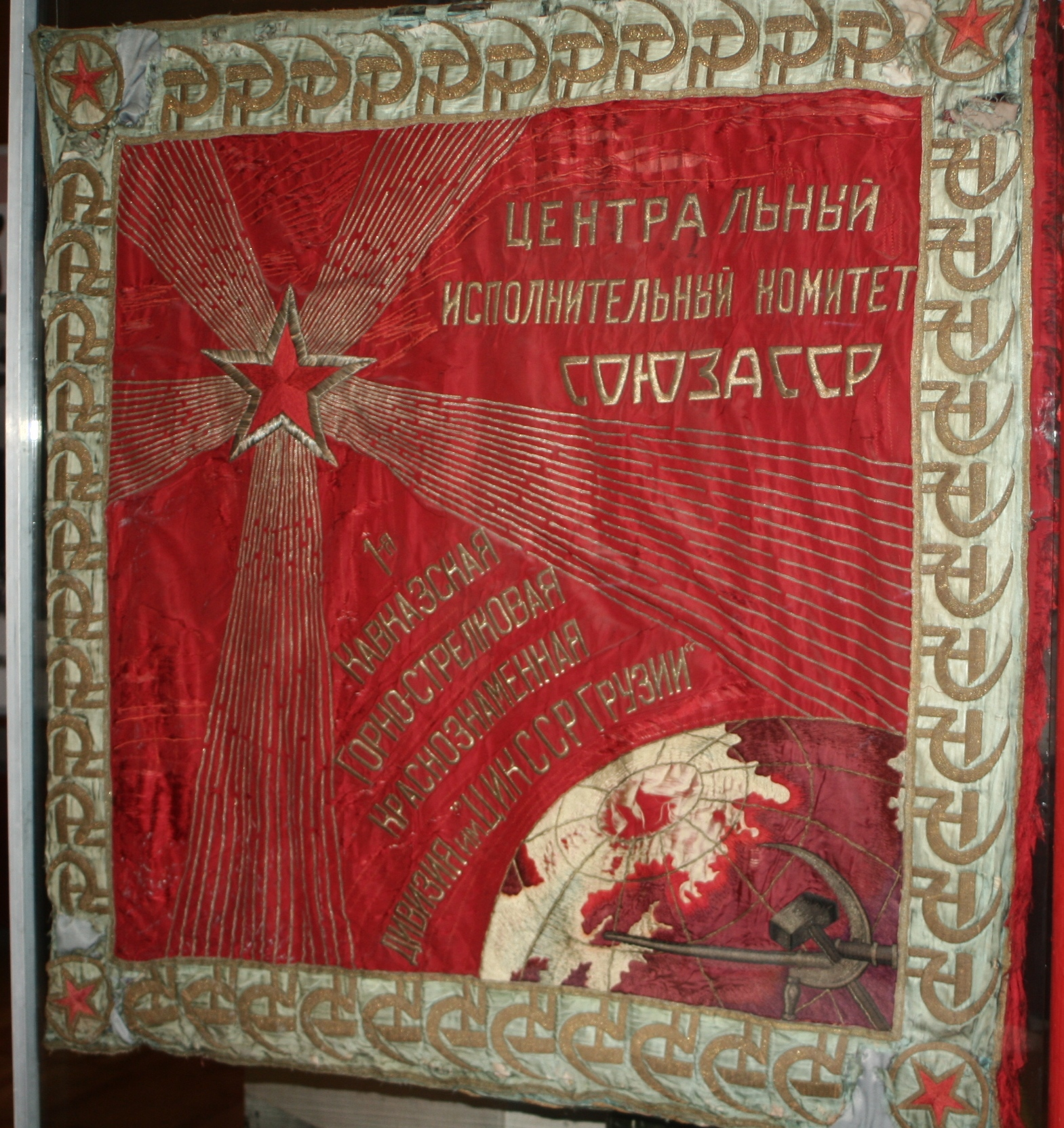
Étendard de la première division de l'Armée rouge du Caucase, 1921, au musée historique de Maïkop.

Pour les articles homonymes, voir Étoile rouge.
L'étoile rouge à cinq branches (un pentagramme sans le pentagone central) (★) est un symbole utilisé dans les domaines commercial, religieux, sportif, militaire et politique, notamment dans les États communistes se réclamant du socialisme, mais aussi dans l'US Air Force (US Army Signal Corps) durant l'expédition punitive contre Pancho Villa (avant la création de l'URSS), dans la symbolique des États islamiques (le plus souvent en association avec le croissant) et dans beaucoup de drapeaux de pays, de régions ou de villes non-communistes.

## Symbole communiste
Comme symbole communiste, l'étoile rouge était omniprésente dans les États communistes, notamment sur les tours du Kremlin, au sommet des gratte-ciel staliniens, au sommet des hampes des drapeaux et sur tous les véhicules militaires. Elle pouvait représenter soit la société communiste : le Parti (pointe du haut), l'Armée, les Ouvriers, les Paysans et les travailleurs des Services (служащий), soit les 5 continents c'est-à-dire l'unité des travailleurs du monde entier. Elle était présente sur le drapeau de l'URSS et les drapeaux des républiques soviétiques (divisions territoriales de l'Union soviétique) avec la faucille et le marteau. Elle est aussi présente sur le drapeau de la Corée du Nord sur un cercle blanc. Sur le drapeau de la Chine comme le drapeau du Burkina Faso, l'étoile est jaune sur fond rouge. Sur le drapeau du Viêt Nam communiste, l'étoile jaune sur fond rouge représente l'union des ouvriers, des militaires, des paysans, de la jeunesse et des intellectuels. Durant la guerre froide, tous les pays communistes d'Europe sauf la Pologne et l'Allemagne de l'Est avaient l'étoile rouge sur leurs armoiries. Le mouvement Fraction armée rouge (RAF) utilisait aussi une étoile rouge comme symbole de leur groupe terroriste d'extrême gauche.
Bien que la fédération de Russie ne soit plus un état communiste, l'étoile rouge apparaît toujours sur la bannière des forces armées russes ainsi que sur les aéronefs militaires (dans une version légèrement modifiée avec un liseré bleu). L'étoile rouge est également utilisée par les forces armées de la Biélorussie et du Kazakhstan.

## Symbole à usage religieux

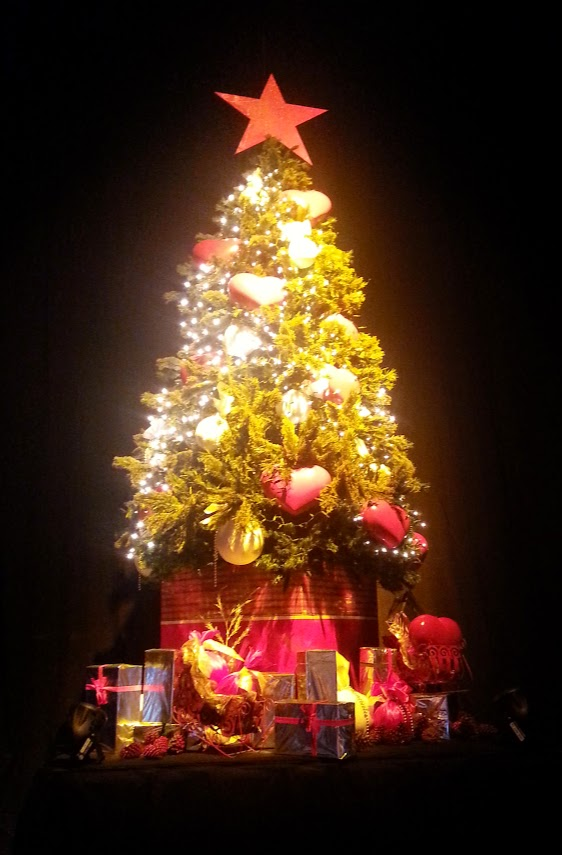
Un arbre de Noël à étoile rouge.

Dans le christianisme, et bien qu'elle ne soit pas un symbole chrétien à l'origine, l'étoile rouge peut parfois être placée au sommet des sapins de Noël ou utilisées en lampions, symbolisant alors l'étoile de Bethléem.
Comme symbole utilisé dans l'islam, l'étoile rouge figure sur les drapeaux de plusieurs pays à majorité musulmane, par exemple sur le drapeau de l'Algérie et le drapeau de la Tunisie (ou celui de la république turque de Chypre du Nord). Sur le drapeau de la Syrie et celui du Maroc, les étoiles sont vertes, couleur traditionnelle de l'islam. Dans les trois cas considérés cependant, l'étoile appartient à une structure symbolique appelée « croissant étoilé ». Selon certaines exégèses, les cinq branches représenteraient les cinq piliers de l'islam. En fait ce symbole, comme celui du croissant, est antérieur à l'Islam et serait à l'origine un symbole de l'Empire byzantin symbolisant l'empereur, la foi chrétienne, la loi, le peuple et l'armée, repris à sa chute mais avec d'autres significations par l'Empire ottoman.

## États-Unis
Aux États-Unis, dans quelques cas, les étoiles sont rouges ; trois étoiles rouges, avec deux fasces dans la même couleur sur un fond blanc, était les armoiries de George Washington, le père de la nation, et apparent sur le drapeau de Washington DC. Une étoile rouge est présente sur le drapeau de la Californie et le drapeau de la cité de Birmingham en Alabama. 

## Unicode
En Unicode, il existe le caractère BLACK STAR, U+2605 : ★. On peut bien sûr dessiner ce caractère en rouge : ★.
Il existe un caractère Unicode appelé « étoile blanche » qui, en Unicode, est situé dans l'intervalle 2600-26FF au code U+2606 et, en XHTML, correspond à la référence de caractère non nommée &#9734;. Sur les navigateurs internet supportant l'Unicode, le symbole devrait s'afficher ainsi : ☆.
Il est donc possible de représenter approximativement l'étoile rouge dans les pages web et avec les logiciels de traitement de texte en tant que caractère mis en forme, par exemple de la façon suivante : ☆ qui peut être sélectionné, copié et collé en tant que caractère.
Le code HTML + CSS utilisé plus haut est le suivant : <span style="color: yellow; background-color: red;">☆</span>.